# سم وینانس
سَـم وینانس (انگلیسی: Sam Winans) موسیقی‌دان و آهنگساز اهل ایالات متحده آمریکا است.
از فیلم‌ها یا مجموعه‌های تلویزیونی که وی در آن‌ها نقش داشته‌است، می‌توان به لیزی مک‌گوایر اشاره نمود.